# Małgorzata Wojtyra
Małgorzata Wojtyra (Stettino, 21 settembre 1989) è un'ex pistard polacca.
Nel 2016 ha vinto la medaglia d'argento ai Mondiali su pista di Londra nell'inseguimento individuale, terminando dietro all'australiana Rebecca Wiasak.

## Palmarès

### Pista
- 2006

Campionati polacchi, Corsa a punti
- 2008

Campionati polacchi, Keirin
Campionati polacchi, Corsa a punti
Campionati polacchi, Scratch
- 2010

Campionati polacchi, 500 metri a cronometro
Campionati polacchi, Keirin
Campionati polacchi, Omnium
- 2011

Campionati europei Juniores e U23, Omnium Under-23
- 2012

Campionati polacchi, Keirin
Campionati polacchi, Velocità
- 2013

Campionati polacchi, Keirin
1ª prova Coppa del mondo 2013-2014, Scratch (Manchester)
- 2014

Campionati polacchi, Corsa a punti
Campionati polacchi, Scratch
Campionati polacchi, Omnium
- 2015

Campionati polacchi, Omnium
Campionati polacchi, Scratch
International Belgian Open, Inseguimento individuale (Gand)
- 2016

Grand Prix of Poland, Inseguimento a squadre (Pruszków, con Edyta Jasińska, Katarzyna Pawłowska e Natalia Rutkowska)

## Piazzamenti

### Competizioni mondiali
- Campionati del mondo su pista

Gand 2006 - Corsa a punti Junior: 9ª
Gand 2006 - Inseguimento individuale Junior: 23ª
Gand 2006 - Scratch Junior: 7ª
Pruszków 2009 - Inseguimento a squadre: 13ª
Pruszków 2009 - Scratch: 16ª
Ballerup 2010 - Inseguimento a squadre: 12ª
Ballerup 2010 - Scratch: 6ª
Apeldoorn 2011 - Inseguimento a squadre: 14ª
Apeldoorn 2011 - Scratch: 6ª
Apeldoorn 2011 - Omnium: 4ª
Melbourne 2012 - Omnium: 12ª
Minsk 2013 - Inseguimento a squadre: 4ª
Minsk 2013 - Corsa a punti: 10ª
Cali 2014 - Inseguimento a squadre: 4ª
Cali 2014 - Corsa a punti: 12ª
St. Quentin-en-Yv. 2015 - Inseg. a squadre: 10ª
St. Quentin-en-Yv. 2015 - Omnium: 19ª
Londra 2016 - Inseguimento a squadre: 2ª
- Campionati del mondo su strada

Toscana 2013 - Cronosquadre: 11ª
- Giochi olimpici

Londra 2012 - Omnium: 11ª

### Competizioni europee
- Campionati europei su pista

Atene 2006 - Inseguimento individuale Junior: 9ª
Atene 2006 - Corsa a punti Junior: 6ª
Atene 2006 - Scratch Junior: 5ª
Cottbus 2007 - Corsa a punti Junior: 5ª
Cottbus 2007 - Scratch Junior: 4ª
Pruszków 2008 - Inseguimento a squadre Under-23: 4ª
Pruszków 2008 - Corsa a punti Under-23: 5ª
Pruszków 2008 - Scratch Under-23: 12ª
Minsk 2009 - Corsa a punti Under-23: 8ª
Minsk 2009 - Scratch Under-23: 2ª
San Pietroburgo 2010 - Inseguimento a squadre Under-23: 2ª
San Pietroburgo 2010 - Scratch Under-23: 16ª
Pruszków 2010 - Inseguimento a squadre: 6ª
Pruszków 2010 - Omnium: 3ª
Anadia 2011 - Inseguimento a squadre Under-23: 2ª
Anadia 2011 - Velocità a squadre Under-23: 3ª
Anadia 2011 - Scratch Under-23: 2ª
Anadia 2011 - Omnium Under-23: vincitrice
Apeldoorn 2011 - Velocità a squadre: 11ª
Apeldoorn 2011 - Inseguimento a squadre: 8ª
Apeldoorn 2011 - Omnium: 4ª
Anadia 2012 - Velocità a squadre Under-23: 3ª
Panevėžys 2012 - Velocità a squadre: 4ª
Panevėžys 2012 - Corsa a punti: 6ª
Panevėžys 2012 - Inseguimento a squadre: 2ª
Panevėžys 2012 - Keirin: 7ª
Apeldoorn 2013 - Corsa a punti: 12ª
Apeldoorn 2013 - Inseguimento a squadre: 2ª
Baie-Mahault 2014 - Inseguimento a squadre: 4ª
Baie-Mahault 2014 - Scratch: 6ª
Baie-Mahault 2014 - Omnium: 6ª
Grenchen 2015 - Inseguimento a squadre: 4ª
Grenchen 2015 - Omnium: 5ª
- Campionati europei su strada

Sofia 2007 - In linea Junior: ritirata